# Fabian Herzgsell
Fabian Herzgsell (* 9. Jänner 1996) ist ein österreichisches Model und ehemaliger Fußballspieler.

## Karriere als Fußballspieler
Herzgsell begann seine Karriere beim USV Leopoldskroon-Moos. 2008 wechselt er zum SV Austria Salzburg. Im Sommer 2010 kam er in die Akademie der SV Ried.
Zur Saison 2012/13 kehrte er zum SV Austria Salzburg zurück, wo er für die Zweitmannschaft spielte. 2013 wechselte er zu den damals viertklassig spielenden Amateuren des SV Grödig. In der Saison 2015/16 pausierte Herzgsell aufgrund seiner Modelkarriere. 2016 kehrte er zum Regionalligisten Grödig zurück. Im Oktober 2016 debütierte er schließlich für die Grödiger in der Regionalliga West, als er am 15. Spieltag der Saison 2016/17 gegen den SCR Altach II in der Nachspielzeit für Steven Schmidt eingewechselt wurde. 2017 beendete er seine Karriere im Alter von 21 Jahren. Im Sommer 2020 hinterlegte er seinen Spielerpass beim USV Zederhaus, ohne jedoch bislang für den Verein zum Einsatz gekommen zu sein.

## Karriere als Model
Herzgsell nahm an der siebten Staffel der Castingshow Austria’s Next Topmodel teil, die zwischen September 2015 und Jänner 2016 auf Puls 4 ausgestrahlt wurde. Herzgsell konnte das Finale für sich entscheiden.